# اندیس سنگ تزئینی آقچری
سنگ تزئینی آقچری یک اندیس مصالح ساختمانی است که در حوالی شهر لنکران استان قزوین قرار دارد و مادهٔ معدنی موجود در آن، سنگ تزئینی است.سنگ میزبان این اندیس سنگ مونزینتی است و دیرینگی آن به دوران ائوسن می‌رسد. در این اندیس، پاراژنز‌های فلدسپات - بیوتیت - آمفیبول - پلاژیوکلاز یافت می‌شوند.